# Campanula bechiana
Campanula bechiana là loài thực vật có hoa trong họ Hoa chuông. Loài này được Hayek mô tả khoa học đầu tiên năm 1912.